# Saltos ornamentais nos Jogos Pan-Americanos de 2023 - Trampolim de 1 m individual feminino
A competição do trampolim de 1 m individual feminino dos saltos ornamentais nos Jogos Pan-Americanos de 2023 foi disputada em 22 de outubro de 2023 no Centro Aquático, localizado no cluster do Estádio Nacional. Um total de 15 saltadoras de 9 Comitês Olímpicos Nacionais (CON) participaram do evento.

## Calendário
Horário local (UTC−3).
| Data          | Hora  | Fase         |
| ------------- | ----- | ------------ |
| 22 de outubro | 10:00 | Preliminares |
| 22 de outubro | 19:55 | Final        |

## Medalhistas
| Ouro   | CAN Pamela Ware      |
| Prata  | CAN Mia Vallée       |
| Bronze | USA Hailey Hernandez |

## Resultados
As doze primeiras colocadas após as preliminares se classificaram para a final.
| Pos.              | Saltador         | CON                      | Preliminares | Preliminares | Final       | Final       |
| Pos.              | Saltador         | CON                      | Pontos       | Pos.         | Pontos      | Pos.        |
| ----------------- | ---------------- | ------------------------ | ------------ | ------------ | ----------- | ----------- |
| Medalha de ouro   | Pamela Ware      | CAN Canadá               | 259.95       | 3            | 280.25      | 1           |
| Medalha de prata  | Mia Vallée       | CAN Canadá               | 274.90       | 1            | 272.30      | 2           |
| Medalha de bronze | Hailey Hernandez | USA Estados Unidos       | 248.35       | 5            | 261.75      | 3           |
| 4                 | Arantxa Chávez   | MEX México               | 267.10       | 2            | 258.85      | 4           |
| 5                 | Joslyn Oakley    | USA Estados Unidos       | 213.25       | 11           | 240.95      | 5           |
| 6                 | Daniela Zapata   | COL Colômbia             | 230.85       | 6            | 238.50      | 6           |
| 7                 | Anisley García   | CUB Cuba                 | 216.00       | 9            | 238.25      | 7           |
| 8                 | Carolina Mendoza | MEX México               | 226.35       | 8            | 236.50      | 8           |
| 9                 | Elizabeth Pérez  | VEN Venezuela            | 228.40       | 7            | 232.65      | 9           |
| 10                | Prisis Ruiz      | CUB Cuba                 | 258.90       | 4            | 231.95      | 10          |
| 11                | Ana Ricci        | PER Peru                 | 216.00       | 9            | 216.65      | 11          |
| 12                | Rebeca Santana   | BRA Brasil               | 203.45       | 12           | 177.45      | 12          |
| 13                | Luana Lira       | BRA Brasil               | 203.35       | 13           | Não avançou | Não avançou |
| 14                | Victoria Garza   | DOM República Dominicana | 201.60       | 14           | Não avançou | Não avançou |
| 15                | Mayte Salinas    | PER Peru                 | 156.60       | 15           | Não avançou | Não avançou |